# Idaea salmanticensis
Idaea salmanticensis är en fjärilsart som beskrevs av Mendes 1918. Idaea salmanticensis ingår i släktet Idaea och familjen mätare. Inga underarter finns listade i Catalogue of Life.